# 沈阳市人民维持地方治安委员会
沈阳市人民维持地方治安委员会是在1945年沈阳市内秩序混乱时期由实业家陈楚材连同知名人士组织的地方维持会。

## 历史沿革
1945年日本投降后，苏联红军进驻沈阳，将日本军警全部“缴械”，致使地方治安极为混乱，工厂停工，商店停业，市民生活陷入困境。中共地下党员丁宜和陈卓毅邀请沈阳实业家陈楚材出面组织地方维持会以维持社会秩序。